# Jan Pavlu
Jan Pavlu (* 16. Juli 1994 in Bozen) ist ein deutsch-italienischer Eishockeyspieler, der seit 2023 erneut bei den Heilbronner Falken in der Eishockey-Oberliga unter Vertrag steht. Sein Vater Martin war wie Jan italienischer Nationalspieler. Sein Großvater Jaroslav war mehrfacher tschechoslowakischer und italienischer Meister.

## Karriere
Jan Pavlu, dessen Vorfahren väterlicherseits aus der Tschechoslowakei stammen, aber nach dem Prager Frühling nach Italien flohen, begann seine Karriere in der Jugendabteilung des HC Eppan. Mit 15 Jahren wechselte er 2009 zu den Jungadlern Mannheim, mit denen er 2010, 2012 und 2013 die Deutsche Nachwuchsliga gewann. Nachdem er von 2013 bis 2015 bei den Red Bull Hockey Juniors in der Molodjoschnaja Chokkeinaja Liga gespielt hatte, kehrte er nach Deutschland zurück und schloss sich dem EHC Bayreuth aus der Oberliga Süd an, mit dem er 2016 in die DEL2 aufstieg. Nach zwei Jahren in Bayreuth wechselte er 2018 zum Ligakonkurrenten Heilbronner Falken.
Nach drei Jahren bei den Falken entschloss sich Pavlu im Sommer 2021, innerhalb der DEL2 zum ESV Kaufbeuren zu wechseln. Wiederum ein Jahr später wurde er vom EV Landshut verpflichtet, ehe er 2023 zu den Falken zurückkehrte.

### International
Im Juniorenbereich spielte Pavlu für den italienischen Nachwuchs zunächst bei den U18-Weltmeisterschaften 2011 und 2012 in der Division I. Anschließend war mit der italienischen U20-Auswahl bei den Junioren-Weltmeisterschaften 2013 und 2014 ebenfalls in der Division I aktiv.
In der Spielzeit 2014/15 gab Pavlu sein Debüt in der italienischen Nationalmannschaft der Herren. Er nahm erstmals bei der Weltmeisterschaft der Division I 2018 an einem großen Turnier teil und stieg mit den Azzurri in die Top-Division auf. Dort spielte er dann bei der Weltmeisterschaft 2019.

## Erfolge und Auszeichnungen
- 2010 Gewinn der Deutschen Nachwuchsliga mit den Jungadlern Mannheim
- 2012 Gewinn der Deutschen Nachwuchsliga mit den Jungadlern Mannheim
- 2013 Gewinn der Deutschen Nachwuchsliga mit den Jungadlern Mannheim
- 2014 Aufstieg in die Division I, Gruppe A, bei der U20-Weltmeisterschaft der Division I, Gruppe B
- 2016 Aufstieg in die DEL2 mit dem EHC Bayreuth
- 2018 Aufstieg in die Top-Division bei der Weltmeisterschaft der Division I, Gruppe A

## Karrierestatistik
(Legende zur Spielerstatistik: Sp oder GP = absolvierte Spiele; T oder G = erzielte Tore; V oder A = erzielte Assists; Pkt oder Pts = erzielte Scorerpunkte; SM oder PIM = erhaltene Strafminuten; +/− = Plus/Minus-Bilanz; PP = erzielte Überzahltore; SH = erzielte Unterzahltore; GW = erzielte Siegtore; 1 Play-downs/Relegation; Kursiv: Statistik nicht vollständig)